# Русификација
Русификација (рус. русификация) је појам који означава облик културолошке асимилације не-руског становништва, било присилно или добровољно, путем усвајања руске културе и руског језика.
У историјском смислу, термин се односи и на званичну и незваничну политику Руске империје и Совјетског Савеза у односу на њихове националне саставе и националне мањине у Русији, усмерену на руску доминацију и хегемонију.
Главне области русификације су политика и култура. У култури, русификација се првенствено своди на доминацију руског језика у службеној кореспонденцији и снажан утицај руског језика на националне идиоме. Промене у демографији у корист етничког руског становништва се понекад сматрају и обликом русификације.